# Prêmio Átomos pela Paz
O Prêmio Átomos pela Paz (em inglês:  Atoms for Peace Award) foi estabelecido em 1955, devido a uma doação de 1 milhão de dólares dos fundos da Ford Motor Company. Uma organização independente sem fins lucrativos foi criada na ocasião, responsável pela administração do prêmio, destinado ao desenvolvimento ou aplicação pacífica da tecnologia nuclear. O prêmio foi criado como resposta ao discurso conhecido como Átomos pela Paz, proclamado pelo então Presidente dos Estados Unidos Dwight D. Eisenhower à nação dos Estados Unidos.

## Laureados
Os 22 laureados foram:
- 1957 - Niels Bohr
- 1958 - George de Hevesy
- 1959 - Leó Szilard e Eugene Paul Wigner
- 1960 - Alvin Weinberg e Walter Henry Zinn
- 1961 - John Cockcroft
- 1963 - Edwin Mattison McMillan e Vladimir Veksler
- 1967 - Isidor Isaac Rabi, Wilfrid Bennett Lewis e Bertrand Goldschmidt
- 1968 - Sigvard Eklund, Abdus Salam e Henry DeWolf Smyth
- 1969 - Aage Niels Bohr, Ben Roy Mottelson, Floyd L. Culler, Jr., Henry Seymour Kaplan, Anthony Turkevich e Compton A. Rennie
- 1969 - Dwight D. Eisenhower